# Matthew (nau)
El Matthew era una calavera pilotada per John Cabot el 1497 des de Bristol fins a Terranova, Amèrica del Nord. Hi ha dues rèpliques modernes: una a Bristol, Anglaterra (construïda entre 1994 i 1996) i una a Bonavista, Terranova (construïda entre 1997 i 1998).

## Els viatges originals de Cabot
El capità del Matthew era un explorador anomenat Joan Cabot, més conegut com John Cabot. Després d'un viatge que no havia arribat més enllà d'Islàndia, Cabot va marxar de nou amb un sol vaixell, el Matthew, un vaixell petit (50 tones), però ràpid i capaç. La tripulació estava formada per només 18 homes. El Matthew va salpar el 2 de maig de 1497. Va navegar cap a Dursey Head (latitud 51°36N), Irlanda, des d'on va navegar cap a l'oest, esperant arribar a Àsia. Tanmateix, es va arribar a terra a Amèrica del Nord el 24 de juny de 1497. El seu lloc de desembarcament precís és un tema de molta controvèrsia, amb el cap Bonavista o St. John's a Terranova els llocs més probables. Hi ha una estàtua de John Cabot situada al cap de Bonavista, Terranova en el seu honor.
Cabot va desembarcar per prendre possessió de la terra, i va explorar la costa durant un temps, sortint probablement el 20 de juliol. En el viatge de tornada, els seus mariners van pensar erròniament que anaven massa al nord, així que Cabot va navegar per un curs més al sud, arribant a Bretanya en lloc d'Anglaterra. El 6 d'agost va tornar a Bristol.

## Informació històrica
La manca de documentació clara ha estat un problema en l'estudi de la història de Matthew. Fins i tot el seu nom ha estat qüestionat, amb alguns autors que suggereixen que en realitat es deia Mattea en honor a la dona de Cabot. Fins a la dècada de 1950, tot el que se sabia de la seva mida és que era un petit vaixell que transportava uns 18 homes, però el descobriment d'una carta d'un comerciant de Bristol anomenat John Day escrita l'any 1497 dient que "en el seu viatge només tenia un vaixell". de cinquanta 'toneles' i vint homes i menjar per set o vuit mesos" proporcionava més certesa sobre la seva mida. L'edat del vaixell també és incerta. El nom de Matthew no apareix als comptes duaners de 1492/3, de manera que era bastant nou o un vaixell més antic rebatejat o un vaixell estranger. S'ha suggerit que probablement era un vaixell mercant normal de Bristol llogat per a l'ocasió. El nom de Matthew apareix als documents de 1503/04 i 1510/11, però en una enquesta de 1513 hi ha referència a un "nou Matthew" i les referències a aquest vaixell després deixen de banda el "nou" que suggereixen que el Matthew de Cabot ja no existia.

## Rèplica de Bristol

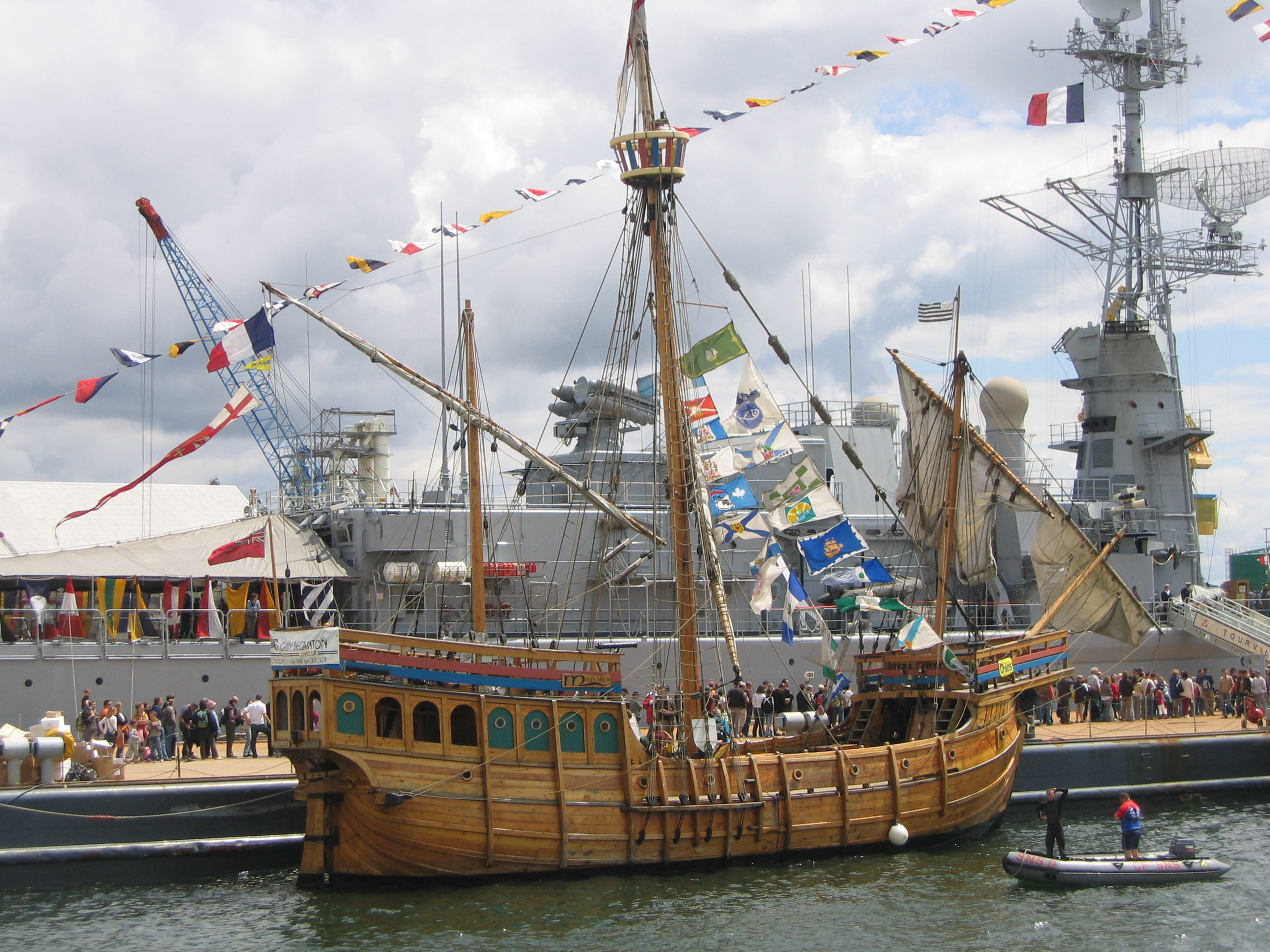
Rèplica de Matthew amarrada a Brest

Per celebrar el 500 aniversari del viatge de Cabot, Storms'l Services, precursor de la Bristol Classic Boat Company, va construir una rèplica de Matthew a Bristol. El disseny va ser de l'arquitecte naval Colin Mudie. Va trigar dos anys a completar la rèplica i va costar 3,8 milions de dòlars. Va ser dedicada en una cerimònia durant el primer Festival Internacional del Mar, celebrat al port flotant de Bristol el 1996. L'any següent, va reconstruir el viatge original de Cabot en el 500è aniversari del viatge històric. El 24 de juny de 1997 la rèplica de Matthew va ser rebuda al port de Bonavista per la reina Isabel II. El Matthew és propietat de Bristol Trust, que és una organització benèfica registrada i tots els diners recaptats es destinen al manteniment del vaixell i el seu llegat.
La rèplica a mida completa és de 78 ft (24 m) d'eslora total amb una biga de 20 ft 6 in (6.25 m) amb un esborrany de 7 ft (2.1 m) i 2,360 sq ft (219 m2) de vela. Aquesta rèplica està feta de roure i avet Douglas i té un motor dièsel i una ràdio de vaixell que no hauria estat disponible a l'època medieval.
El 29 de febrer de 2012, la propietat de Matthew va ser transferida a The Matthew of Bristol Trust i es va traslladar a la seva nova casa fora del museu M Shed de Bristol.
El juny de 2012 va participar en el certamen del jubileu de diamant de la reina al riu Tàmesi.

## Rèplica de Bonavista
La rèplica feta a Bonavista (48° 39′ 3.69″ N, 53° 6′ 55.46″ O / 48.6510250°N,53.1154056°O) va ser construït el 1997-98 per un equip de set constructors de vaixells i quatre fusters locals. La segona rèplica la va pagar la Diputació i també un centre d'interpretació del 500è aniversari. Actualment el vaixell està en reparació perquè pugui tornar a navegar. Hi ha visites per a aquesta rèplica que tenen lloc al port de Bonavista on les persones poden conèixer més sobre el viatge de Cabot i veure l'interior de la rèplica del vaixell.